# Lubsza (flod)

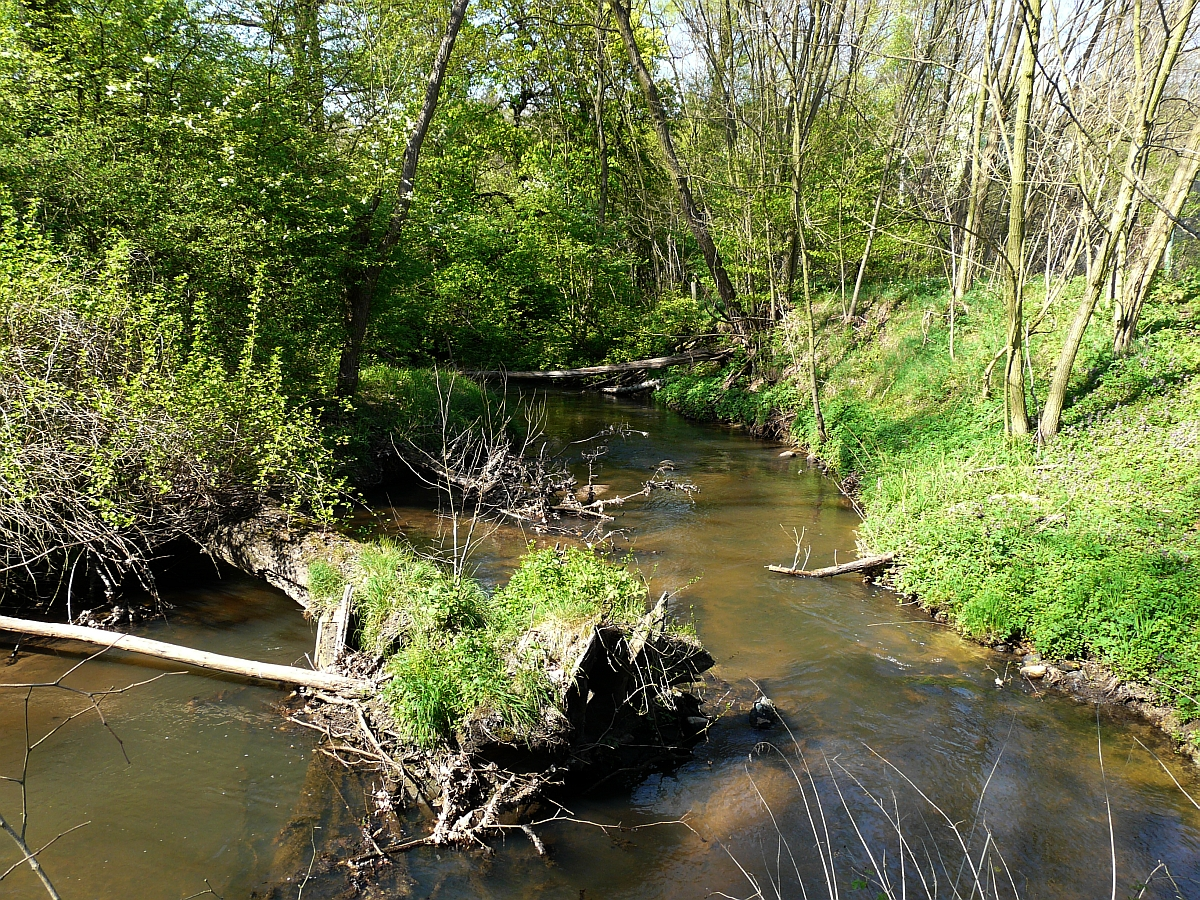
Lubsza

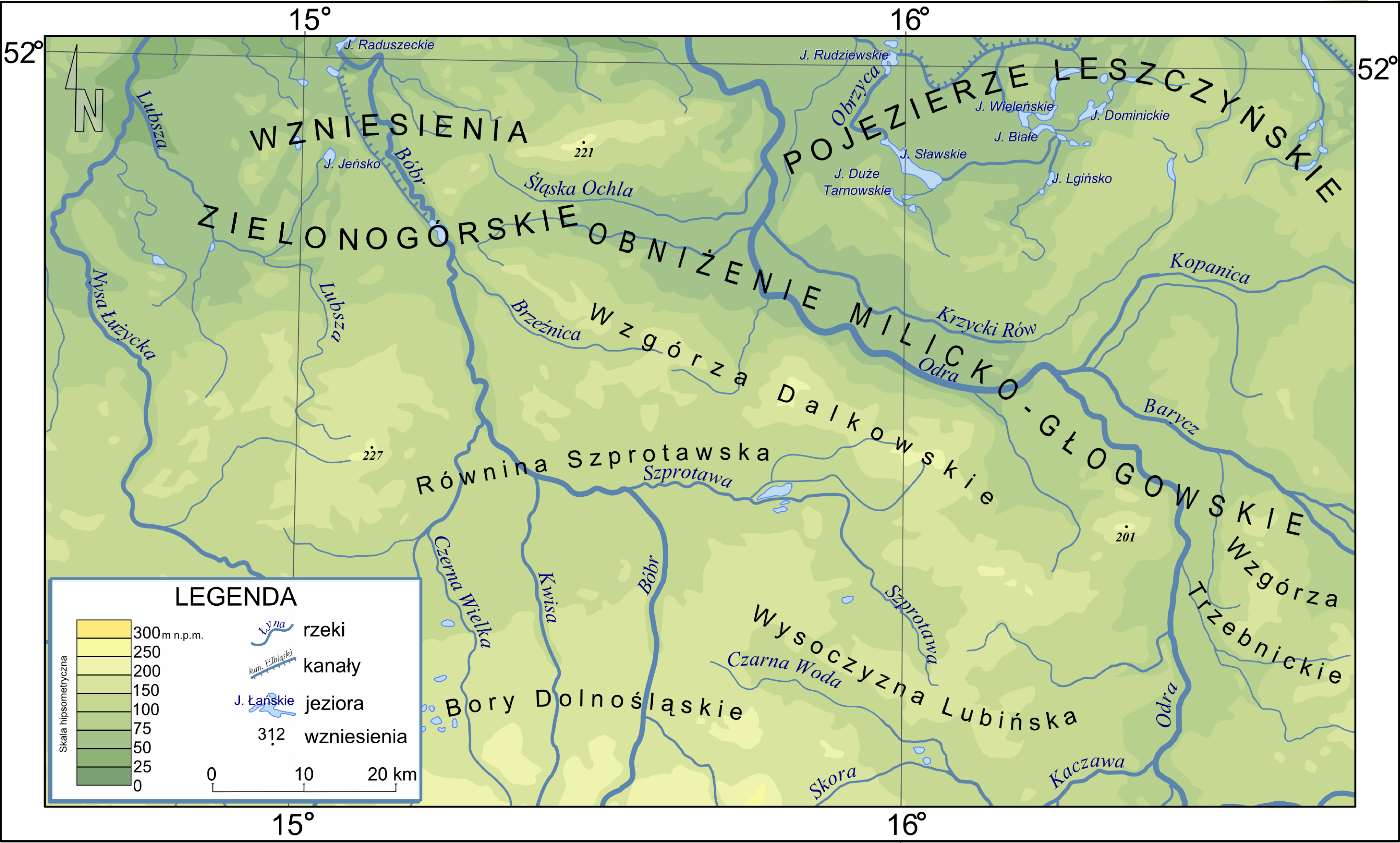
Karta över vattendrag i västra Polen. Lubsza till vänster.

Lubsza, tyska: Lubst eller Lubis, lågsorbiska: Lubuša, är en 66,4 kilometer lång flod i Lubusz vojvodskap i västra Polen. Floden har ett avrinningsområde på 914,1 km² och är en av de större bifloderna till Lausitzer Neisse.
Lubsza har sin källa på 180 meters höjd över havet i byn Olbrachtów väster om Żary och rinner först norrut i omkring två mil innan den viker av mot nordväst. På vägen passerar den de mindre städerna Jasień och Lubsko. Floden har sitt utlopp i Lausitzer Neisse i staden Gubin, 46 meter över havet.
Floden är inte farbar. På grund av de större översvämningar som tidigare inträffat vid Lubsza, bland annat 1568, 1689 och 1740, reglerades floden på 1840-talet i samband med att järnvägen mellan Berlin och Breslau anlades vid floden.